# جون غراي ويلسون
جون غراي ويلسون (بالإنجليزية: John Gray Wilson)‏ هو كاتب ومحامي وسياسي بريطاني (وحمل سابقاً جنسية المملكة المتحدة لبريطانيا العظمى وأيرلندا)، ولد في 10 أكتوبر 1915، وتوفي في 28 سبتمبر 1968. حزبياً، نشط في الحزب الليبرالي.